# Achmatovo
Achmatovo (bulgariska: Ахматово) är ett distrikt i Bulgarien.   Det ligger i kommunen Obsjtina Sadovo och regionen Plovdiv, i den centrala delen av landet, 160 kilometer öster om huvudstaden Sofia.
Trakten runt Achmatovo består till största delen av jordbruksmark. Runt Achmatovo är det ganska tätbefolkat, med 96 invånare per kvadratkilometer.